# Robert Lienau
Pour les articles homonymes, voir Lienau.
Robert Emil Lienau (né le 28 décembre 1838 à Neustadt in Holstein, décédé le 22 juillet 1920 à Neustadt in Holstein) est un éditeur de musique  allemand important.

## Biographie
Né à Neustadt in Holstein, Robert Lienau entre dans la maison d'édition d'Adolf Martin Schlesinger (en) à Berlin en 1863. L'année suivante, il acquiert la société, se contentant dans un premier temps d'ajouter son propre nom à celui de Schlesinger.
La maison Robert Lienau a publié les œuvres de grands compositeurs tels que Anton Bruckner, Jean Sibelius, Leopold Godowsky et Alban Berg. En 1875, il a également acquis la maison d'édition viennoise Haslinger, fondée à l'origine par Tobias Haslinger, qui a également apporté de nombreuses œuvres de Beethoven, Liszt, Spohr, Hummel, et Johann Strauss senior et junior.
Robert Lienau se retire de la direction de l'entreprise en 1898 et la transmet à son fils Robert Heinrich Lienau (1866-1949), dont le lobbying sur la question du droit d'auteur musical a influencé les nouvelles lois sur le droit d'auteur du Reich allemand de 1901. 
Robert Lienau meurt en 1920 à Neustadt in Holstein.
À partir de 1910, la société est dirigée par Robert Heinrich et son frère Friedrich Wilhelm Lienau (1876-1973), mais ils se séparent en 1938, le plus jeune frère prenant la responsabilité de l'entreprise Haslinger à Vienne et l'aîné restant à Berlin.
Après le décès d'Hugo Bock en 1932, la maison Lienau a également repris Bote & Bock en 1935. Après la mort de Robert Heinrich Lienau en 1949 à Berlin, la société est gérée par ses enfants. Elle a été vendue en 1990 à l'éditeur Zimmermann (en) de Francfort-sur-le-Main.